# Campeonato Mundial de Hóquei no Gelo de 1947
O Campeonato Mundial de Hóquei no Gelo de 1947 foi a 14ª edição do torneio, disputada entre os dias 15 e 23 de fevereiro de 1947 em Praga, Tchecoslováquia.Oito times participaram, porém estava faltando o atual campeão mundial, Canadá. O campeão mundial foi decidido pela primeira vez após uma primeira fase em que todos se enfrentaram. A Tchecoslováquia ganhou o Campeonato Mundial pela primeira vez e o Europeu pela sétima.

## Campeonato Mundial de Hóquei no Gelo de 1947(Praga, Tchecoslováquia)

### Resultados
| 15 de fevereiro de 1947 | Praga | Áustria         | – | Polônia |  | 10:2 (3:1,2:1,5:0)  |
| 15 de fevereiro de 1947 | Praga | Tchecoslováquia | – | Romênia |  | 23:1 (4:0,7:1,12:0) |
| 15 de fevereiro de 1947 | Praga | Suécia          | – | Suíça   |  | 4:4 (2:2,1:0,1:2)   |
|                         |       |                 |   |         |  |                     |
| 16 de fevereiro de 1947 | Praga | Suécia          | – | Bélgica |  | 24:1 (8:0,7:1,9:0)  |
| 16 de fevereiro de 1947 | Praga | Polônia         | – | Romênia |  | 6:0 (2:0,1:0,3:0)   |
| 16 de fevereiro de 1947 | Praga | EUA             | – | Suíça   |  | 4:3 (0:0,3:2,1:1)   |
|                         |       |                 |   |         |  |                     |
| 17 de fevereiro de 1947 | Praga | Áustria         | – | Bélgica |  | 14:5 (2:0,6:0,6:5)  |
| 17 de fevereiro de 1947 | Praga | Suíça           | – | Romênia |  | 13:3 (7:0,0:2,6:1)  |
| 17 de fevereiro de 1947 | Praga | Suécia          | – | EUA     |  | 4:1 (1:0,2:0,1:1)   |
|                         |       |                 |   |         |  |                     |
| 18 de fevereiro de 1947 | Praga | Tchecoslováquia | – | Áustria |  | 13:5 (2:3,6:0,5:2)  |
| 18 de fevereiro de 1947 | Praga | EUA             | – | Bélgica |  | 13:2 (5:1,5:0,3:1)  |
| 18 de fevereiro de 1947 | Praga | Suécia          | – | Polônia |  | 5:3 (0:1,4:1,1:1)   |
|                         |       |                 |   |         |  |                     |
| 19 de fevereiro de 1947 | Praga | Áustria         | – | EUA     |  | 6:5 (2:1,2:3,2:1)   |
| 19 de fevereiro de 1947 | Praga | Suécia          | – | Romênia |  | 15:3 (6:2,6:0,3:1)  |
| 19 de fevereiro de 1947 | Praga | Tchecoslováquia | – | Polônia |  | 12:0 (3:0,2:0,7:0)  |
| 19 de fevereiro de 1947 | Praga | Suíça           | – | Bélgica |  | 12:2 (3:1,7:0,2:1)  |
|                         |       |                 |   |         |  |                     |
| 20 de fevereiro de 1947 | Praga | EUA             | – | Romênia |  | 15:3 (6:0,3:1,6:2)  |
| 20 de fevereiro de 1947 | Praga | Polônia         | – | Bélgica |  | 11:1 (1:0,6:0,4:1)  |
| 20 de fevereiro de 1947 | Praga | Tchecoslováquia | – | Suíça   |  | 6:1 (2:1,2:0,2:0)   |
|                         |       |                 |   |         |  |                     |
| 21 de fevereiro de 1947 | Praga | Áustria         | – | Romênia |  | 12:1 (2:0,5:0,5:1)  |
| 21 de fevereiro de 1947 | Praga | EUA             | – | Polônia |  | 3:2 (1:0,1:2,1:0)   |
| 21 de fevereiro de 1947 | Praga | Tchecoslováquia | – | Bélgica |  | 24:0 (9:0,5:0,10:0) |
|                         |       |                 |   |         |  |                     |
| 22 de fevereiro de 1947 | Praga | Romênia         | – | Bélgica |  | 6:4 (2:1,3:0,1:3)   |
| 22 de fevereiro de 1947 | Praga | Suíça           | – | Áustria |  | 5:0 (3:0,0:0,2:0)   |
| 22 de fevereiro de 1947 | Praga | Tchecoslováquia | – | Suécia  |  | 1:2 (0:1,0:1,1:0)   |
|                         |       |                 |   |         |  |                     |
| 23 de fevereiro de 1947 | Praga | Suécia          | – | Polônia |  | 9:3 (3:1,1:0,5:2)   |
| 23 de fevereiro de 1947 | Praga | Áustria         | – | Suécia  |  | 2:1 (1:0,0:0,1:1)   |
| 23 de fevereiro de 1947 | Praga | Tchecoslováquia | – | EUA     |  | 6:1 (2:0,1:1,3:0)   |

### Classificação Final
| Pos. | Time            | J | Vitórias | Empates | Derrotas | Gols   | Saldo de gols | Pts.  |
| ---- | --------------- | - | -------- | ------- | -------- | ------ | ------------- | ----- |
| 1    | Tchecoslováquia | 7 | 6        | 0       | 1        | 85:10  | +75           | 12: 2 |
| 2    | Suécia          | 7 | 5        | 1       | 1        | 55:15  | +40           | 11: 3 |
| 3    | Áustria         | 7 | 5        | 0       | 2        | 49:32  | +17           | 10: 4 |
| 4    | Suíça           | 7 | 4        | 1       | 2        | 47:22  | +25           | 9: 5  |
| 5    | Estados Unidos  | 7 | 4        | 0       | 3        | 42:26  | +16           | 8: 6  |
| 6    | Polônia         | 7 | 2        | 0       | 5        | 27:40  | -13           | 4:10  |
| 7    | Romênia         | 7 | 1        | 0       | 6        | 17:88  | -71           | 2:12  |
| 8    | Bélgica         | 7 | 0        | 0       | 7        | 15:104 | -89           | 0:14  |

Campeão Mundial de 1947

 Tchecoslováquia

#### Membros do Time
| Pos. | Time | Jogadores |
| ---- | ---- | --- |
| 1    | CSK  | Bohumil Modrý, Josef Jirka, Přemysl Hajný, Oldřich Němec, Josef Trousilek, František Vacovský, Jiří Macelis, Václav Rozinák, Miloslav Charouzd, Vladimír Zábrodský, Stanislav Konopásek, Vladimír Kobranov, Vladimír Bouzek, Gustav Bubník, Zdeněk Marek, František Mizera, Čeněk Picka |

### Classificação Final - Campeonato Mundial
| Posição | Time            |
| ------- | --------------- |
| 1       | Tchecoslováquia |
| 2       | Suécia          |
| 3       | Áustria         |
| 4       | Suíça           |
| 5       | Polônia         |
| 6       | Romênia         |
| 7       | Bélgica         |

Campeão Europeu de 1947

 Tchecoslováquia

#### Membros do Time
| Pos. | Time | Jogadores |
| ---- | ---- | --- |
| 1    | CSK  | Bohumil Modrý, Josef Jirka, Přemysl Hajný, Oldřich Němec, Josef Trousilek, František Vacovský, Jiří Macelis, Václav Rozinák, Miloslav Charouzd, Vladimír Zábrodský, Stanislav Konopásek, Vladimír Kobranov, Vladimír Bouzek, Gustav Bubník, Zdeněk Marek, František Mizera, Čeněk Picka |